# 凱撒股份
凱撒（中國）股份有限公司，簡稱凱撒（中國）股份、凱撒（中國），以及凱撒股份（英語：Kaiser (China) Holding Co., Ltd.，深交所：002425），於1994年由鄭合明（主席）夫婦創立，前身為「凯撒（汕头）有限公司」和「凯撒（中國）有限公司」。

## 历史
招股價為22元人民幣，發行新股為10,700万股，集資額為23.54億元人民幣，而股份則在2010年6月28日於深交所中小板上市。
總部位於广东省汕头市龙湖珠津工业区珠津1街3号凯撒工业城，業務在香港和中國經營服装的设计研发、生产与销售，以「凱撒」為主要品牌產品。

## 連結
- Kaiser.com.cn（页面存档备份，存于）